# Resonant Blue
Singles de Morning Musume
Mikan
(2007) Pepper Keibu
(2008)
Resonant Blue (リゾナント ブルー) est le 36e single du groupe féminin de J-pop Morning Musume, sorti le 16 avril 2008 au Japon sur le label zetima.

## Présentation
Le single est écrit et produit par Tsunku. Il atteint la 3e place du classement Oricon, et reste classé pendant 5 semaines, pour un total de 55 949 exemplaires vendus durant cette période. Il sort également dans deux éditions limitées notées "A" et "B", avec des pochettes différentes ; pour la première fois, les deux éditions limitées contiennent chacune en supplément un DVD différent avec une version alternative du clip vidéo de la chanson. Une troisième édition spéciale "event V" (DVD) sera vendue lors de représentations du groupe.
Le single sort aussi au format "single V" (DVD).
La chanson-titre figurera d'abord sur la compilation de fin d'année du Hello! Project Petit Best 9, puis sur le neuvième album du groupe : Platinum 9 Disc de 2009.

## Formation
Membres du groupe créditées sur le single :
- 5e génération : Ai Takahashi, Risa Niigaki
- 6e génération : Eri Kamei, Sayumi Michishige, Reina Tanaka
- 7e génération : Koharu Kusumi
- 8e génération : Aika Mitsui, Jun Jun, Lin Lin

## Titres
Single CD
1. Resonant Blue (リゾナント ブルー?)
2. Sono Bamen de Bibiccha Ikenai Jan! (その場面でビビっちゃいけないじゃん!?, "Vous ne pouvez pas être étonnés, alors !")
3. Resonant Blue (Instrumental) (リゾナント ブルー...?)

DVD de l'édition limitée "A"
1. Resonant Blue (Another Ver.) (リゾナント ブルー...?)

DVD de l'édition limitée "B"
1. Resonant Blue (Lesson Studio Ver.) (リゾナント ブルー...?)

DVD de l'édition limitée "event V"
1. Resonant Blue (One Cut Dance Ver.) (リゾナント ブルー...?)
2. Resonant Blue TV SPOT (15 s / 30 s) (リゾナント ブルー TV SPOT...?)
3. Resonant Blue TV SPOT (Solo Ver.) (リゾナント ブルー TV SPOT...?)
4. Jacket (...) Making (ジャケット撮影メイキング?)
5. Morning Musume Photo Collection (モーニング娘。 PHOTO COLLECTION?)

Single V (DVD)
1. Resonant Blue (リゾナント ブルー?)
2. Resonant Blue (Night Scene Ver.) (リゾナント ブルー...?)
3. Making Eizô (メイキング映像?)